# Lamproíto
Lamproítos são rochas vulcânicas e subvulcânicas ultrapotássicas derivadas do manto. Possuem baixo CaO, Al2O3, Na2O, alto K2O/Al2O3, um relativamente alto conteúdo de MgO e extremo enriquecimento em elementos incompatíveis.

## Tipos de rochas relacionados
- Kimberlito
- Lamprófiro
- Rochas ígneas ultrapotássicas